# 浅野組
浅野組（あさのぐみ）は、岡山県笠岡市に本部を置く指定暴力団。2023年末時点での構成員数は約50人。

## 略歴
昭和20年（1945年）頃、大山国男が現在の岡山県笠岡市を本拠に結成した「大山一家」を直接の起源とする。昭和27年（1952年）に一家が解散すると、その幹部であった浅野眞一が新たに「浅野組」を結成。以来、府中の「原田組」や同じく府中の「篠原組（のち山口組系山陰柳川組傘下）」などといった地元組織との「備後戦争」と呼ばれる対立抗争を繰り広げながら勢力を吸収拡大。広島県東部から岡山県西部にかけてを勢力範囲とするに至った。そのほか岡山市内にも系列組織を置いている。

### 大山一家
- 昭和20年（1945年）、大山国男は、大山一家を結成した[2]。
- 昭和27年（1952年）、大山国男は引退した。

### 初代
- 昭和30年（1955年）4月、浅野眞一は、浅野組を結成した。
- 昭和38年（1963年）2月、三代目山口組の後ろ盾を得た打越会に危機感を募らせた山村組・服部武若頭（のち二代目共政会会長）は、自身の兄弟分である浅野眞一、姫路市の本多会系二代目木下会・高山雅裕会長を仲介役に立て、本多会・本多仁介会長と山村組・山村辰雄組長（のち初代共政会会長）との兄弟盃を実現させた。これにより打越会は山口組、山村組は本多会をそれぞれ後ろ盾とした代理戦争の様相を呈した。
- 昭和44年（1969年）10月、二代目共政会内での勢力争いから内紛が生じ、共政会村上組組員が共政会・山田久会長代行（のち三代目共政会会長）に向けて発砲。これに端を発し、第三次広島抗争が勃発した[3]。
- 昭和45年（1970年）、下関市の初代合田一家・合田幸一総長の提唱により、反山口組同盟・関西二十日会が結成された。加盟組織は、初代合田一家、大阪市の二代目松田組、神戸市の忠成会、姫路市の木下会、浅野組、広島市の共政会、北九州市の初代工藤会など[4]。
- 同年11月18日、浅野眞一は、三代目共政会・山田久会長の後見人として、関西各地への共政会三代目襲名の挨拶回りに同行した。西成区今池町の二代目松田組（樫忠義組長）への挨拶に向かう途中、南海電鉄平野線の踏切前で一行の乗った車を、十一会梶山派の組員らが襲撃した。後部座席に座っていた共政会副会長が死亡、山田や浅野、同乗していた共政会幹部もそれぞれ重軽傷を負った。犯行に使用された車両などから尾道・俠道会の関与が疑われた。
- 昭和46年（1971年）8月1日、以前から俠道会と対立関係にあった浅野組は、これの報復として尾道市内の路上で俠道会理事長を射殺した。翌9月、対する俠道会が、広島市で行われた実行犯の公判傍聴に向かう浅野組組員らを乗せたバスを尾道バイパスで待ち伏せして襲撃するなど、双方に多数の死傷者、逮捕者を出した。
- 昭和50年（1975年）7月、岡山市内において大日本平和会系勝唯会と、債権取立て等をめぐり4度にわたって対立抗争事件を起こし、双方に死者2人、負傷者5人を出した[5]。
- 昭和54年（1979年）4月16日、三代目山口組・田岡一雄組長は私邸にて、三代目共政会・山田久会長、初代俠道会・森田幸吉会長、浅野眞一、三代目共政会・門広相談役らと会談した。この席で、山口組とそれぞれ関西二十日会に加盟していた共政会、俠道会、浅野組との共存共栄路線が確認された。
- 同年8月、初代浅野組組長・浅野眞一は、病死した。

### 二代目
- 昭和54年（1979年）10月、初代浅野組若頭・日田義男は、二代目浅野組組長を襲名した。
- 昭和58年（1983年）8月、二代目浅野組組長・日田義男は、病気療養を理由に引退した。

### 三代目
- 昭和58年（1983年）9月、二代目浅野組若頭・串田芳明は、三代目浅野組組長を襲名した。
- 昭和61年（1986年）3月、瀬戸内海の洋上で、三代目共政会・山田久会長、初代俠道会・森田幸吉会長、波谷組・波谷守之組長、初代親和会・細谷勝彦会長の4人が、串田芳明の取り持ちで兄弟盃を交わした。
- 昭和62年（1987年）1月、浅野組組員が属する暴走族と、山口組系熊本組組員が属する暴走族との口論に端を発した対立抗争で、山口組系組員が岡山市内の浅野組傘下の組事務所を襲撃して2人を文化包丁で殺傷した。これに対し、浅野組組員は同年1月から2月にかけて、倉敷市内において拳銃で山口組系組員2人を殺害し、1人に重傷を負わせた[6]。
- 昭和63年（1988年）、西日本二十日会が結成された。関西二十日会とは違い、特に山口組を仮想敵とするわけではなかった。西日本二十日会の加盟団体は、大阪市の波谷組、岡山市の木下会、浅野組、尾道市の俠道会、広島市の共政会、下関市の合田一家、徳島市の勝浦会、高松市の親和会、松山市の松山連合会、唐津市の西部連合だった。
- 平成2年（1990年）3月24日、熱海市の稲川会・稲川聖城総裁の自宅で、稲川会・稲川裕紘理事長（のち三代目会長）と串田芳明とが五分兄弟盃を交わした[7]。
- 平成4年（1992年）12月14日、岡山県公安委員会は、三代目浅野組を暴力団対策法に基づく指定暴力団に指定した。
- 平成8年（1996年）2月、下関市の六代目合田一家、広島市の四代目共政会、尾道市の二代目俠道会、浅野組、高松市の親和会は、中四国地方に本拠を置く独立組織5団体からなる親睦団体「五社会」を結成した[3]。
- 平成18年（2006年）、串田芳明は、六代目山口組・司忍組長の代紋違いの舎弟となった[8]。
- 平成22年（2010年）4月6日、横浜市にある稲川会館で、稲川会五代目継承盃の儀式が執り行われ、串田芳明が同儀式の取待人を務めた。
- 同年10月2日、三代目浅野組組長・串田芳明は、病死した。

### 四代目
- 平成22年（2010年）11月、三代目浅野組若頭・森田文靖は、四代目浅野組組長を襲名した。
- 平成23年（2011年）1月20日、岡山県警組織犯罪対策2課は、井原市に進出してきた山口組系暴力団を追い出そうと組関係者の男を脅迫したとして、浅野組系組幹部の男ら4人を逮捕した。
- 平成27年（2015年）11月、四代目浅野組組長・森田文靖は、引退した。

### 五代目
- 平成27年（2015年）11月、四代目浅野組舎弟頭・中岡豊は、五代目浅野組組長を襲名した。
- 平成29年（2017年）7月19日、六代目山口組最高幹部らが五代目浅野組本部を尋ね、これまでの後見および親戚付き合いを解消することを通達した[9]。
- 平成31年（2019年）1月、浅野組は総裁制を導入し、中岡豊が新設された総裁へ、組長には五代目浅野組若頭・重政宜弘がそれぞれ就任した[8]。
- 令和5年（2023年）2月9日、岡山県警笠岡警察署は、総裁・中岡豊に対し、暴力団対策法に基づく組事務所への代紋の掲示を中止するように命令を出した。また、広島県警福山東署は、福山市内に事務所を置く傘下の組長二人に対し、同様の中止命令を出した[10][11]。

## 歴代
- 初　代 - 浅野眞一（1955年4月～1979年8月）
- 二代目 - 日田義男（1979年10月～1983年8月）
- 三代目 - 串田芳明（1983年9月～2010年10月）
- 四代目 - 森田文靖（2010年11月～2015年11月）

## 当代
- 五代目 - 中岡 豊（五代目組長：2015年11月～2019年1月 / 総裁：2019年1月～）

## 構成
※平成31年1月時点
- 総　裁 - 中岡 豊
- 組　長 - 重政宜弘
- 顧　問 - 内村昌孝
- 組長代行 - 光定 貞
- 舎弟頭 - 中藤順三
- 若　頭 - 高松秀政
- 本部長 - 小川路 晃
- 組織委員長 - 中岡 薫
- 慶弔委員長 - 山本 誠
- 若頭補佐 - 北川 修
- 若頭補佐 - 中岡伸源
- 舎　弟 - 高橋 勝
- 舎　弟 - 佐藤貞三
- 舎　弟 - 藤山良雄
- 舎　弟 - 羽原伸吾
- 舎　弟 - 石山正義
- 舎　弟 - 末廣潤一
- 井原支部長 - 金本光二
- 府中支部長 - 矢田敦史
- 岡山支部長 - 山本雄一
- 福山支部長 - 牟田洋平
- 玉島支部長 - 五十嵐 聖
- 総裁付 - 松尾信彦
- 総裁付 -  川原健汰
- 総裁付 - 清水崇史
- 総裁付 - 矢野吉郎
- 幹　部 - 川本 修
- 幹　部 - 石川竜汐
- 幹　部 - 石塚幸一
- 幹　部 - 田畑雅敬
- 幹　部 - 櫻井新也
- 幹　部 - 岸井清治
- 幹　部 - 松本治夫
- 幹　部 - 岡本 宏
- 幹　部 - 石井行治
- 幹　部 - 谷中秀司
- 幹　部 - 中西 亨
- 事務局長 - 大塚将司

## 二次団体
- 光定組（広島県福山市）
- 中藤組（広島県福山市）
- 中岡組（広島県福山市）
- 山本組（岡山県岡山市南区）
- 進雄会（岡山県岡山市南区）
- 高橋組（広島県福山市）
- 藤山組（広島県福山市）
- 羽原興業（広島県福山市）
- 石山組（岡山県倉敷市）
- 重政組（広島県福山市および岡山県井原市）
- 飯間組（岡山県岡山市南区）

ほか